# جاك مارتن (ناشط سلام)
كان جاك مارتن (1906 – 2001) ناشط سلام فرنسي، وواحدًا من أوّل المعارضين للخدمة العسكرية في فرنسا، وكان قسًا بروتستانتيًا. أكسبه التزامه بالمقاومة الفرنسية وحمايته لليهود المضطهدين اعتراف مؤسسة ياد فاشيم أنه «صالحٌ بين الأمم». توفي في 23 يوليو عام 2001. 

## سيرة حياته

### شبابه وسنواته التكوينية
وُلد جاك مارتن في 24 يونيو عام 1906 في سانت كولومب، رون، حيث كان يُدرِّس والده. كان جده كاهنًا ميثوديًا. درس في كلية اللاهوت البروتستانتية في باريس بين عامي 1923 و1927. وهناك أصبح صديقًا لأندريه تروكمي، الذي كان أكبر منه بسنوات قليلة. التقى أيضًا بطالب آخر اسمه هنري روزر، الذي هزّت مناضلته السلمية وأفكاره الأممية المجتمع البروتستانتي الفرنسي في ذلك الوقت. أصبح جاك مارتن بعد ذلك ناشط سلام بنفسه، وتمنى أن يساهم شخصيًا في المصالحة الدولية، بدءًا من ألمانيا وفرنسا. عبر ألمانيا جيئةً وذهابًا في صيف عام 1925. بصفته عضوًا في الفرع الفرنسي للاتحاد العالمي للطلاب المسيحيين (دبليو إس سي إف، ويشار إليها عرضيًا ب «إف إيه دي إيه»)، شارك التجمع الألماني للاتحاد العالمي للطلاب المسيحيين عام 1926. أخذ على عاتقه في نفس العام تحرير «دفاتر المصالحة» (في الوقت الذي استولى فيه هنري روز على قائمة معلومات بسيطة وطورها بدءًا من نوفمبر عام 1927). وفي عام 1927، شارك في «معسكر المصالحة الدولية للشباب» في فوماركوس، في سويسرا، ودرس لمدة فصل دراسي واحد في برلين عام 1929، وهناك كان على اتصال مع ناشط السلام الألماني فريدريش سيغموند-شولتزه. رحّب بغاندي في باريس عام 1930. وكان أمينًا للاتحاد العالمي للطلاب المسيحيين من عام 1930 حتى 1932. 

## معارضة الخدمة العسكرية
أدى جاك مارتن الخدمة العسكرية على الرغم من قناعاته السلمية في عامي 1927 و1928، وكان هذا عطفًا على والده الذي أُفجع بخسارة اثنين من أولاده. لكنه ورغم ذلك، أعاد أوراقه العسكرية في ديسمبر عام 1930، موضحًا أنّه لا يستطيع حمل الأسلحة بصفته مسيحي. رفض في العام 1932 المشاركة في دورة تدريبية للقوات العسكرية الاحتياطية، واعتُقل بسبب هذا، وجرت محاكمته، وحُكم عليه بقضاء 12 شهرًا في السجن في 11 أكتوبر عام 1932. تزوج جاك مارتن في 23 يناير عام 1934 من جاكلين إلي في مدينة أليس. كان الزوجان الشابان ينتظران مولودهما الأول في صيف عام 1934، عندما وصل خطاب استدعاء جديد بخصوص استئناف جديد للتدريب العسكري، ورفض الامتثال مرة أخرى. اعتُقل خلال المعسكر الصيفي للاتحاد العالمي للطلاب المسيحيين، وحُكم عليه بالسجن لمدة 18 شهر آخر في فبراير عام 1935. اُطلق سراحه في يناير عام 1936، وعاد ليسجن مرة أخرى لفترة قصيرة في الأعوام 1937، و1938، و1939. كان رفاقه الوحيدون في هذا الطريق الصعب لمعارضة الخدمة العسكرية في هذه المرحلة طالب اللاهوت البروتستانتي فيليب فيرنييه، ومعلم المدرسة الابتدائية البروتستانتية كاميل رومبو. ضمنت له صحته المتدهورة الإعفاء النهائي من الخدمة العسكرية قبل بداية الحرب العالمية الثانية.
حوّل جاك مارتن كل محاكماته إلى منصة للإعلان عن رفض الخدمة العسكرية. كان محامي الدفاع الخاص به المستشار قضائي والاشتراكي أندريه فيليب، الذي دعا كبار المفكرين مثل جان غينو أو مارك سانيير وممثلي الرابطة الفرنسية لحقوق الإنسان. تخلى مارتن بشكل مؤقت عن مسيرته في الكهنوت الكنسي في بدايات عام 1928، بسبب المعارضة الشديدة للبروتستانتية المؤسسية لمواقفه السلمية والمناهضة للنظام العسكري. وكان غير قادر أن يصبح قسًا في عام 1938، فقبل منصب المدير الإداري ومدير الموارد البشرية في مصنع لجوارب الحرير في جانغ، ليرو. 